# Châtillon-le-Duc
Pour les articles homonymes, voir Châtillon et Leduc.
Châtillon-le-Duc est une commune française située dans le département du Doubs, la région culturelle et historique de Franche-Comté et la région administrative Bourgogne-Franche-Comté.
Ses habitants sont appelés les Châtillonnais et Châtillonnaises.

## Géographie
Châtillon-le-Duc est une commune franc-comtoise située à environ 8 km de Besançon, la capitale régionale. Elle fait partie de Grand Besançon Métropole au même titre que 67 autres communes.
Le vieux village est construit autour du fort datant du XIIe siècle, sur une colline surplombant la vallée de l'Ognon et les villages environnants. Au cours des dernières années, de nombreux lotissements ont vu le jour, dont certains à plusieurs kilomètres du centre car la commune est très étendue.

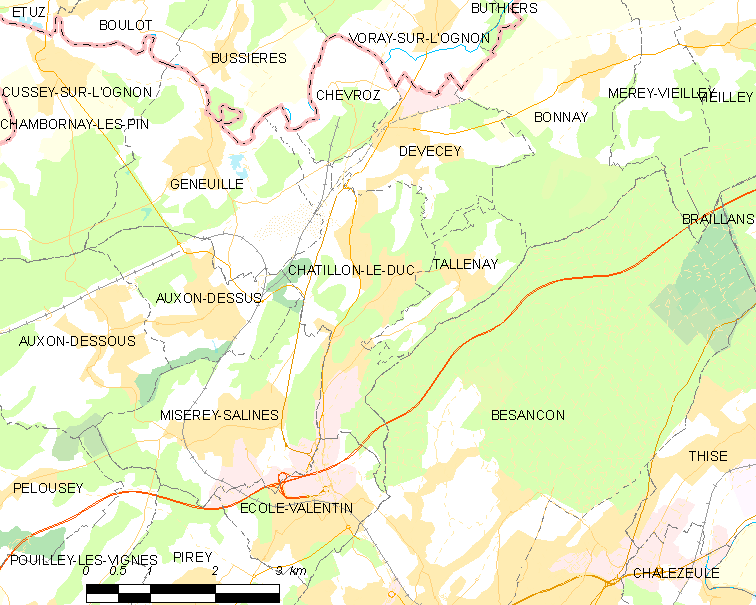
Situation de Châtillon-le-Duc.

### Climat
Pour des articles plus généraux, voir Climat de la Bourgogne-Franche-Comté et Climat du Doubs.
En 2010, le climat de la commune est de type climat de montagne, selon une étude du Centre national de la recherche scientifique s'appuyant sur une série de données couvrant la période 1971-2000. En 2020, Météo-France publie une typologie des climats de la France métropolitaine dans laquelle la commune est exposée à un climat semi-continental et est dans la région climatique  Jura, caractérisée par une forte pluviométrie en toutes saisons (1 000 à 1 500 mm/an), des hivers rigoureux et un ensoleillement médiocre. 
Pour la période 1971-2000, la température annuelle moyenne est de 9,9 °C, avec une amplitude thermique annuelle de 17,1 °C. Le cumul annuel moyen de précipitations est de 1 210 mm, avec 13,6 jours de précipitations en janvier et 9,7 jours en juillet. Pour la période 1991-2020, la température moyenne annuelle observée sur la station météorologique de Météo-France la plus proche, « Besançon », sur la commune de Besançon à 7 km à vol d'oiseau, est de 11,4 °C et le cumul annuel moyen de précipitations est de 1 157,0 mm. 
La température maximale relevée sur cette station est de 40,3 °C, atteinte le 28 juillet 1921 ; la température minimale est de −20,7 °C, atteinte le 9 janvier 1985,,. 
Les paramètres climatiques de la commune ont été estimés pour le milieu du siècle (2041-2070) selon différents scénarios d'émission de gaz à effet de serre à partir des nouvelles projections climatiques de référence DRIAS-2020. Ils sont consultables sur un site dédié publié par Météo-France en novembre 2022.

## Urbanisme

### Typologie
Au 1er janvier 2024, Châtillon-le-Duc est catégorisée ceinture urbaine, selon la nouvelle grille communale de densité à 7 niveaux définie par l'Insee en 2022.
Elle appartient à l'unité urbaine de Besançon, une agglomération intra-départementale dont elle est une commune de la banlieue,. Par ailleurs la commune fait partie de l'aire d'attraction de Besançon, dont elle est une commune de la couronne,. Cette aire, qui regroupe 310 communes, est catégorisée dans les aires de 200 000 à moins de 700 000 habitants,.

### Occupation des sols
L'occupation des sols de la commune, telle qu'elle ressort de la base de données européenne d’occupation biophysique des sols Corine Land Cover (CLC), est marquée par l'importance des forêts et milieux semi-naturels (40,7 % en 2018), en diminution par rapport à 1990 (42,1 %). La répartition détaillée en 2018 est la suivante : 
forêts (40,7 %), zones urbanisées (21,4 %), zones agricoles hétérogènes (17,2 %), prairies (13,2 %), zones industrielles ou commerciales et réseaux de communication (7,4 %). L'évolution de l’occupation des sols de la commune et de ses infrastructures peut être observée sur les différentes représentations cartographiques du territoire : la carte de Cassini (XVIIIe siècle), la carte d'état-major (1820-1866) et les cartes ou photos aériennes de l'IGN pour la période actuelle (1950 à aujourd'hui).

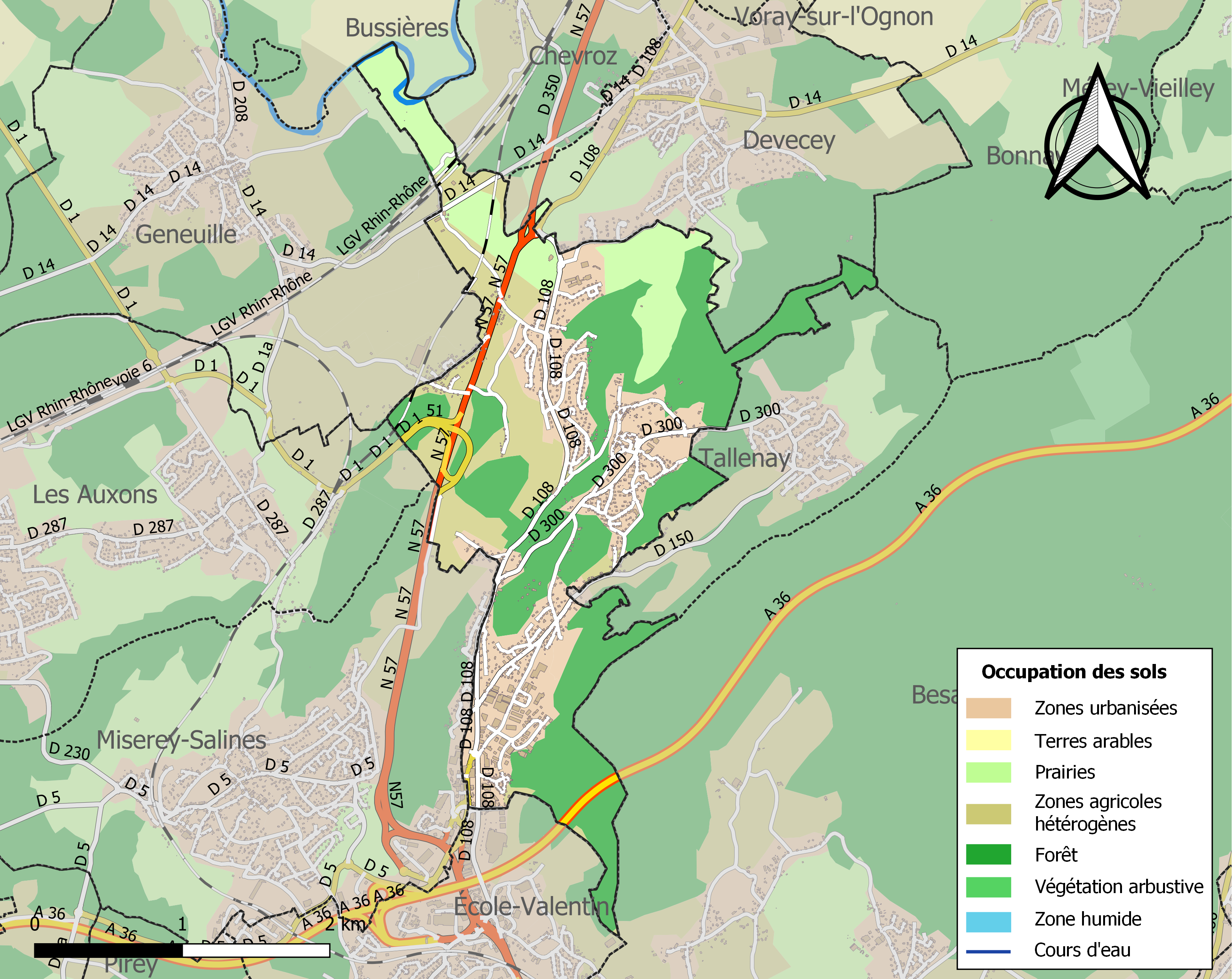
Carte des infrastructures et de l'occupation des sols de la commune en 2018 (CLC).

## Transports
La commune est desservie par le réseau urbain et périurbain Ginko. Les lignes  8  64  65  66  67  desservent le village. Le village possède 12 point d'arrêts répartis dans tout le village.

## Toponymie
Évolution de l'appellation de Châtillon-le-Duc :
- en 967 : Villa de Catolio ;
- en 1255 : Chastoillon ;
- en 1300 : Castellione ;
- en 1333 : Châtillon-les-Besançon ;
- en 1516 : Chastillon-le-Duc ;
- de nos jours : Châtillon-le-Duc.

De nombreux villages se sont construits sur le nom de château, souvent suivi d’un suffixe, comme c’est le cas de Châtillon-le-Duc. Châtillon serait un dérivé, sans doute mérovingien, du bas latin castellum, diminutif de castrum, accompagné du suffixe -ionem. Castrum désigne d’abord tous les types de forteresse, depuis le simple donjon jusqu’à l’enceinte urbaine, puis se spécialise dans le sens de « château fort » et se réduit ensuite à celui de « grande maison de plaisance ».

Le-Duc pour Otton II de Bourgogne, duc de Méranie, qui entreprit de reconstruire le château en 1222.

## Histoire
Le village tire son nom de la reconstruction du château en 1222 par Othon II de Bourgogne, duc de Méranie.
Les environs de Châtillon-le-Duc ont été fréquentés dès le Néolithique, mais son histoire se développe au Moyen Âge, grâce à sa topographie. À l'époque romaine, la route Strasbourg-Vesontio (nom de Besançon à l'époque antique) qui passait le long de la vallée de l'Ognon était surveillée par les légions romaines, avec un poste sur l'éperon rocheux de Châtillon-le-Duc.
Isabelle de Chevroz, épouse de Jean d'Anagrate, chevalier, léguait en 1328 les sujets qu'elle possédait à Chevroz à Jean de Châtillon, écuyer. Marguerite de Châtillon épousait Henry de Valleroy, elle était la fille d'Antoine, dit Mut, de Châtillon. Celui-ci avait épousé Catherine d'Anjeux avec qui il reprenait en 1390 ce que l'abbé de Luxeuil possédait sur son territoire. Étienne de Châtillon damoiseau, son fils, faisait hommage en 1422 à ce même monastère pour sa portion de terre à Anjeux. Étienne, qui avait servi sous la bannière du duc de bourgogne, avait épousé Jacquette, fille de Jean de Romains, écuyer. Ils eurent pour fils Jean, dit le Bon, de Châtillon-le-Duc, écuyer.
Gouverneurs de Châtillon-le-Duc :
Claude de La Baume, chevalier de la Toison d’Or, maréchal de Bourgogne, suivi par Étienne Bouveret, écuyer, seigneur de Chilly, reçut le 5 mars 1543, la Commission de châtelain de Châtillon le Duc.
Durant la guerre franco-allemande de 1870, le village est l'enjeu d'un combat le 22 octobre.
La saline de Châtillon-le-Duc est exploitée à la fin du XIXe siècle.

## Politique et administration

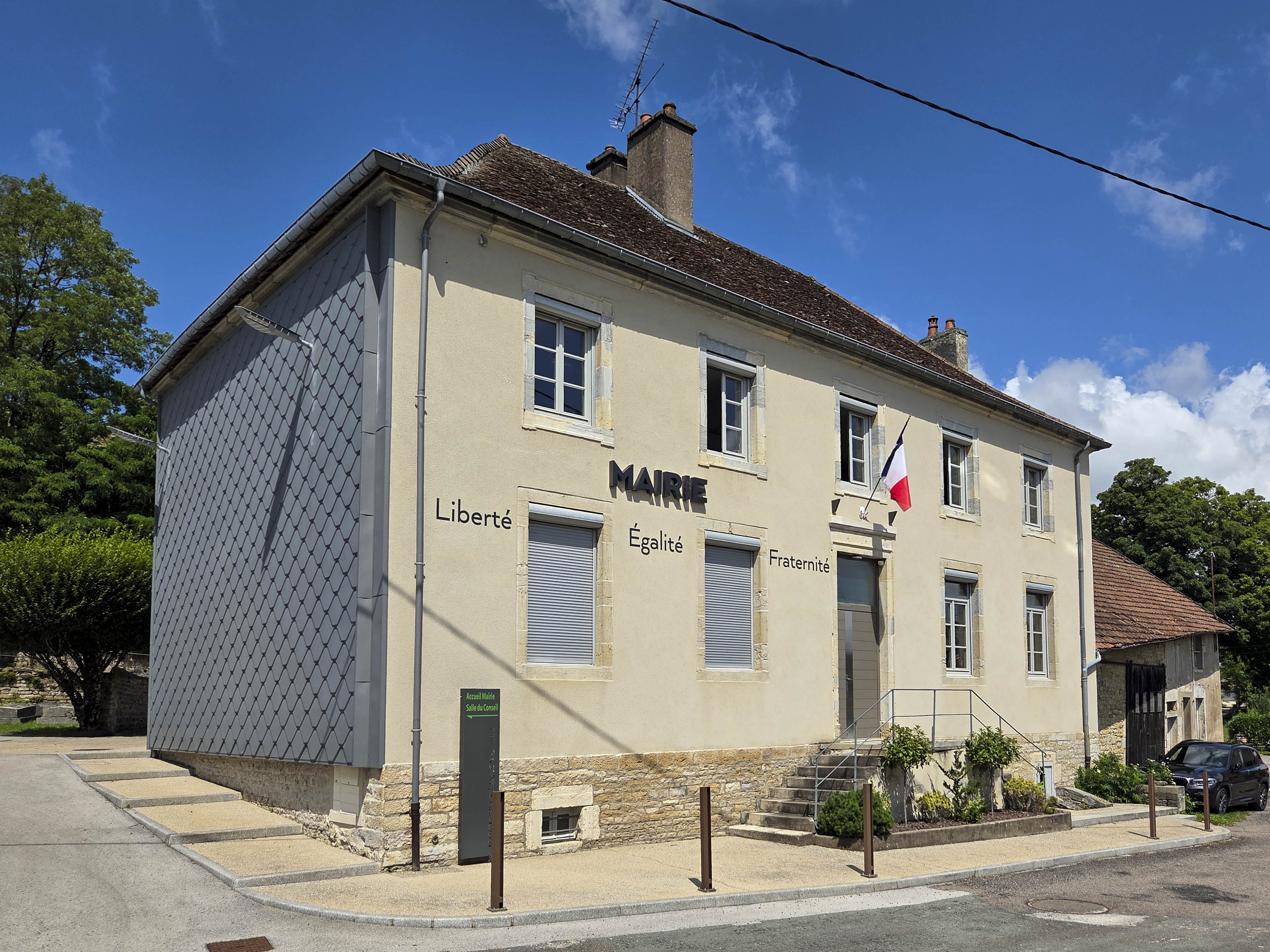
La mairie.

### Liste des maires
| Période                                  | Période                       | Identité                              | Étiquette      | Qualité                    |
| ---------------------------------------- | ----------------------------- | ------------------------------------- | -------------- | -------------------------- |
| Les données manquantes sont à compléter. |                               |                                       |                |                            |
| 1908                                     | 1941                          | Léon Dubel (1854-1944)                |                | Cultivateur                |
| 1941                                     | 1945                          | Tony Maréchal                         |                |                            |
| 1945                                     | 1959                          | Georges Dubel                         |                |                            |
| mars 1959                                | 1968 (décès)                  | André Cart                            |                | Libraire à Besançon        |
| 1968                                     | mars 1977                     | Léon Baud                             |                |                            |
| mars 1977                                | juin 1995                     | Bernard (dit François-Xavier) Joubert |                | Agent général d'assurances |
| juin 1995                                | mars 2001                     | Marie-Christine Buisson               |                |                            |
| mars 2001                                | mars 2008                     | Jean-Marie Delachaux                  | SE             | Documentaliste             |
| mars 2008                                | septembre 2024 (démission)    | Catherine Botteron                    | UMP-LR puis SE | Cadre dans l'immobilier    |
| novembre 2024                            | En cours (au 4 décembre 2024) | Martial Devaux                        | SE             |                            |

## Démographie
L'évolution du nombre d'habitants est connue à travers les recensements de la population effectués dans la commune depuis 1793. Pour les communes de moins de 10 000 habitants, une enquête de recensement portant sur toute la population est réalisée tous les cinq ans, les populations de référence des années intermédiaires étant quant à elles estimées par interpolation ou extrapolation. Pour la commune, le premier recensement exhaustif entrant dans le cadre du nouveau dispositif a été réalisé en 2005.

En 2022, la commune comptait 2 025 habitants, en évolution de −1,07 % par rapport à 2016 (Doubs : +1,88 %, France hors Mayotte : +2,11 %).
| 1793 | 1800 | 1806 | 1821 | 1831 | 1836 | 1841 | 1846 | 1851 |
| ---- | ---- | ---- | ---- | ---- | ---- | ---- | ---- | ---- |
| 271  | 278  | 302  | 265  | 276  | 268  | 283  | 293  | 291  |

| 1856 | 1861 | 1866 | 1872 | 1876 | 1881 | 1886 | 1891 | 1896 |
| ---- | ---- | ---- | ---- | ---- | ---- | ---- | ---- | ---- |
| 261  | 254  | 238  | 240  | 335  | 352  | 439  | 376  | 296  |

| 1901 | 1906 | 1911 | 1921 | 1926 | 1931 | 1936 | 1946 | 1954 |
| ---- | ---- | ---- | ---- | ---- | ---- | ---- | ---- | ---- |
| 275  | 284  | 264  | 238  | 247  | 237  | 246  | 260  | 296  |

| 1962 | 1968 | 1975 | 1982  | 1990  | 1999  | 2005  | 2006  | 2010  |
| ---- | ---- | ---- | ----- | ----- | ----- | ----- | ----- | ----- |
| 297  | 557  | 996  | 1 334 | 1 568 | 1 834 | 1 980 | 1 957 | 1 905 |

| 2015  | 2020  | 2022  | - | - | - | - | - | - |
| ----- | ----- | ----- | - | - | - | - | - | - |
| 2 040 | 2 007 | 2 025 | - | - | - | - | - | - |

## Enseignement
Le village est agrémenté du collège Claude Girard.

## Industrie et commerce
La maison horlogère Dodane (Anode Sarl) y possède des ateliers.

## Culture locale et patrimoine

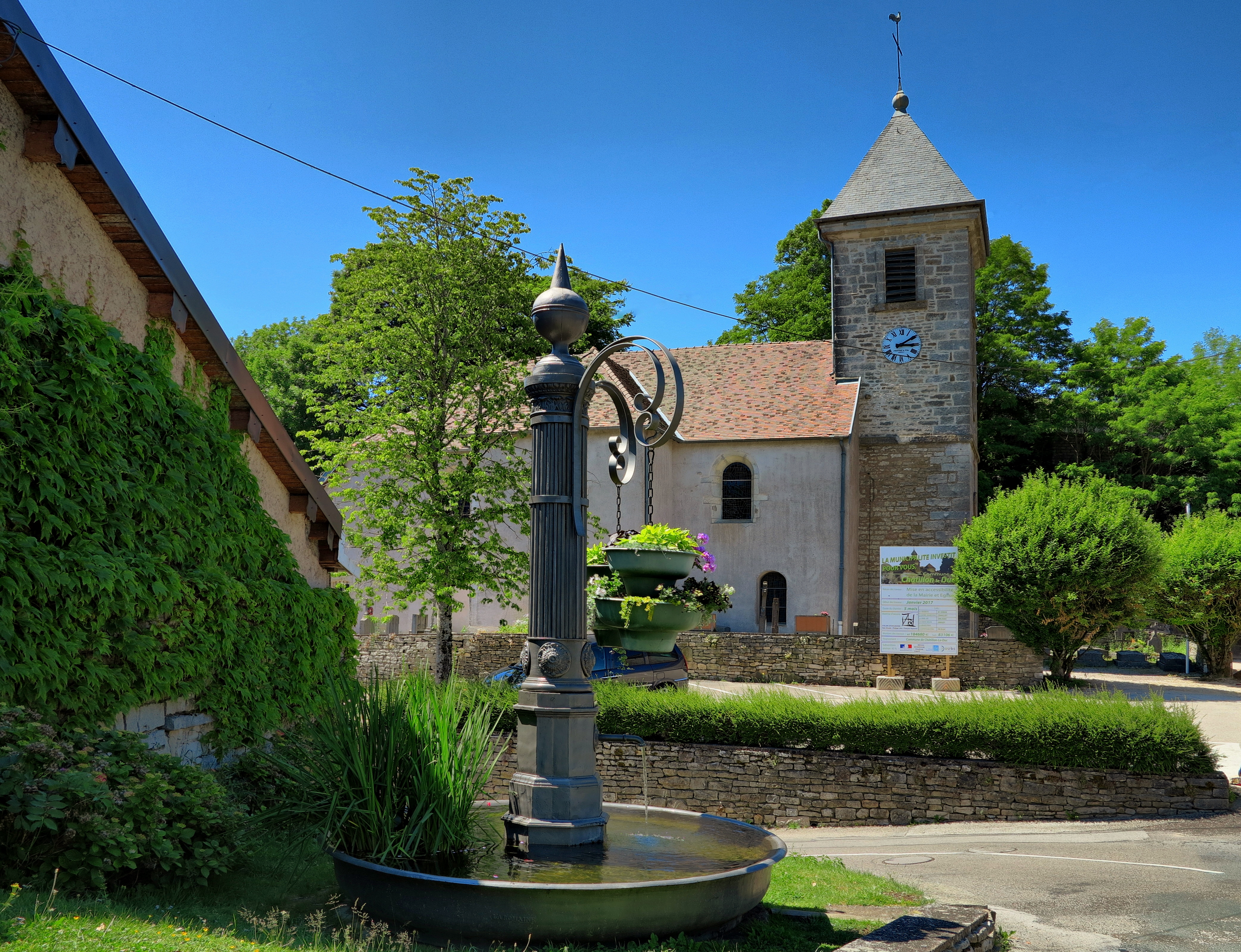
La fontaine ronde et l'église Saint-Lazare.

### Lieux et monuments
- L'église Saint-Lazare du XVIIIe siècle est en forme de croix grecque qui recèle plusieurs éléments recensés dans la base Palissy : cloche du XVIIIe siècle[27], retable, autel, tabernacle, tableau d'autel (Résurrection de Lazare)[28].
- L'unique Vierge du village érigée sur les hauteurs en commémoration de la bataille de 1870[Note 4].
- La fontaine ronde.
- Le fort de Châtillon-le-duc, érigé en 1870 sur les ruines du château du XIIe siècle[29].

### Personnalités liées à la commune
- Jean Fournier (1925-1944), résistant.